# Igreja de Santa Martina e São Lucas
Santi Luca e Martina ou Igreja de Santa Martina e São Lucas é uma igreja de Roma situada entre o Fórum Romano e o Fórum de César, perto do Arco de Sétimo Severo.

## História
Esta igreja foi originalmente dedicada a Santa Martina, martirizada em 228 durante o reinado do imperador romano Alexandre Severo. Em 625, o papa Honório I encomendou a construção do edifício. Restaurada pela primeira vez em 1256, durante o papado de Alexandre IV, era uma estrutura retangular simples rodeada nos três lados por outras construções até sua reconstrução pelo pintor e arquiteto Pietro da Cortona no século XVII.
Em 1577, a Accademia di San Luca, a academia de pintores, escultores e arquitetos de Roma foi fundada e, em 1588, recebeu a igreja, que foi então re-dedicada com "San Luca in Santa Martina", homenageando também o padroeiro da Accademia, São Lucas. A academia realizou uma pequena reforma e foram feitos projetos para uma nova igreja, como testemunham os desenhos de Ottaviano Mascherino (1536–1606). Gradualmente a academia começou a comprar as propriedades adjacentes à antiga igreja.
Em 1634, Pietro da Cortona foi eleito presidente da academia. Imediatamente começou a restauração da cripta e, como era comum nesta época em Roma, restos mortais foram descobertos e atribuídos à mártir Santa Martina. Sem dúvida esperava-se que este achado precipitaria um influxo de recursos financeiros para construir um abrigo adequado para as relíquias. Em novembro do mesmo ano, o papa Urbano VIII visitou igreja e o sobrinho do papa, o cardeal Francesco Barberini, que já era o protetor da igreja desde 1626, dedicou 6 000 scudi para a nova igreja, embora ainda na época se duvidasse do apoio incondicional dos dois à empreitada. Construção do novo edifício começou em 1635, mas foi interrompida diversas vezes, especialmente durante a longa visita de Cortona a Florença (1639-47) e a fuga de Barberini do papa Inocêncio XI a Paris em 1645-8. Quando Cortona morreu, em 1669, algumas partes, como a decoração interior da cúpula, ainda estavam incompletas.

## Visão geral

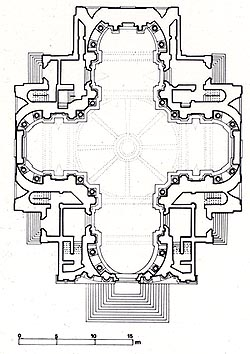
Planta em cruz grega de Santi Martina e Luca.

A planta da igreja superior é quase uma cruz grega, com quatro braços quase idênticos e o cruzeiro encimado por uma cúpula. Grandes colunas jônicas, que suportam um pesado entablamento, estão agrupadas à volta do cruzeiro e aparecem também nos espaços nas paredes dos transeptos da abside, no coro e na nave. As janelas nas abóbadas da abside são encimadas por pedimentos, cada um deles dividido por uma cabeça em uma concha abaixo de caixotões octogonais, um motivo decorativo que Cortona utilizou também em seu afresco. Porém, com exceção das peças-de-altar, o interior é de estuque branco, um projeto surpreendente para uma igreja dedicada ao padroeiro dos pintores (São Lucas), construída para a academia de pintores em Roma e por um pintor responsável por algumas das mais opulentas abóbadas decoradas em Roma, como Santa Maria in Vallicella. Atribui-se a decoração do interior da cúpula ao pupilo e colaborador de Cortona, Ciro Ferri. Nervuras e caixotões são combinados como em Santa Maria della Pace, mas neste caso as formas destes são muito mais fluidas e quase tremeluzem com movimento.
Duas escadarias partindo da igreja superior levam a um corredor na igreja inferior que se liga a uma capela octogonal diretamente abaixo da cúpula da igreja superior à capela de Santa Martina, abaixo do altar-mor. Uma abertura circular na abóbada da capela octogonal permite a visão da cúpula da igreja superior. Em contraste com a expansividade espacial do branco da igreja superior, a inferior e particularmente a capela de Santa Martina são ricamente decoradas com mármores multicoloridos, bronzes dourados e abóbadas relativamente baixas. Na capela de Santa Martina, colunas jônicas nos cantos foram colocadas em diagonal, o que lembra o projeto de Michelângelo para a Capela Sforza em Santa Maria Maggiore, realçando as tensões octogonal e oblíqua desta capela centrada no altar de Santa Martina.
A leve curvatura da fachada é contida por dois pilastras duplas de dois andares. As colunas do andar de baixo estão pressionadas na parede e não se projetam como uma entidade espacial distinta como acontece no pórtico de entrada de Santa Maria della Pace. Outros elementos, como pedimentos e molduras projetam-se por entre as colunas para criar tensões espaciais reminiscentes do maneirismo florentino.
Na igreja superior, a principal peça-de-altar, "São Lucas pintando a Madona", foi pintada por Antiveduto Grammatica e é uma cópia de um original atribuído a Rafael, abrigado atualmente na coleção da Accademia. Abaixo dela está uma estátua de mármore branco da mártir Santa Martina de Nicolo Menghini. No transepto esquerdo está uma "Assunção e São Sebastião", de Sebastiano Conca, e, no direito, um "Martírio de São Lázaro", de Lazzaro Baldi, que está enterrado na igreja.
Do lado de dentro da porta principal da igreja superior, uma lousa de pedra marca o local onde está sepultado por Cortona (m. 1669). Além disso, a igreja inferior abriga um pequeno memorial de parede, com um busto de Cortona de Bernardo Fioiti.
As esculturas dos evangelistas nos pendículos da cúpula são adições do século XVIII esculpidas por Filippo della Valle, Camillo Rusconi e Giovanni Battista Maini. À direita da entrada está um monumento a "Carlo Pio Balestra" (1776) de Tommaso Righi e um "Monumento a Giovanna Garzoni" de Mattia De Rossi.
Na sacristia está um relevo do "Êxtase de Santa Maria Madalena" de Alessandro Algardi.

## Galeria

Imagens da igreja
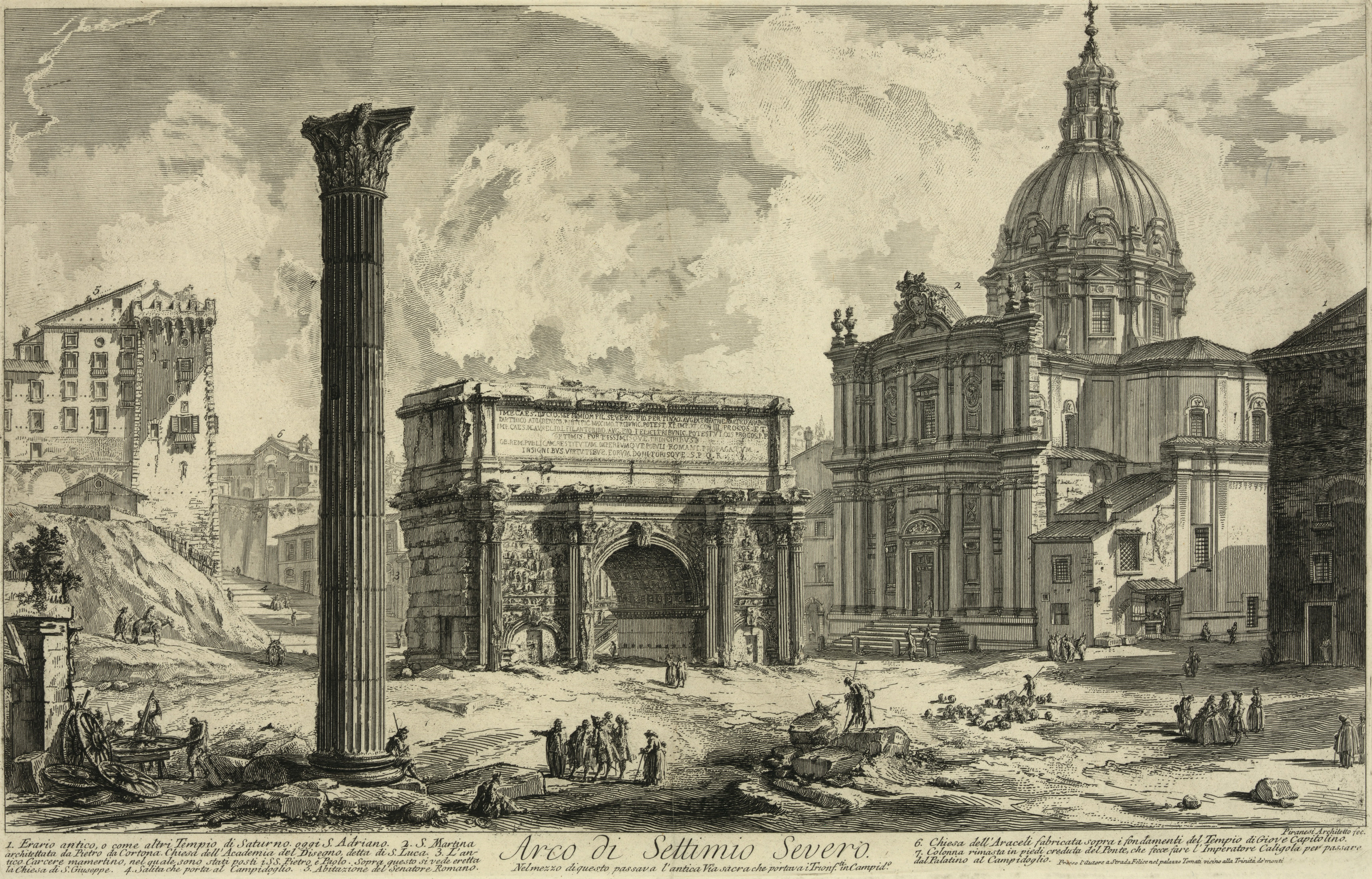
Gravura de Piranesi no século XVIII. Interessante notar o nível da rua, muito mais elevado na época do que é hoje.
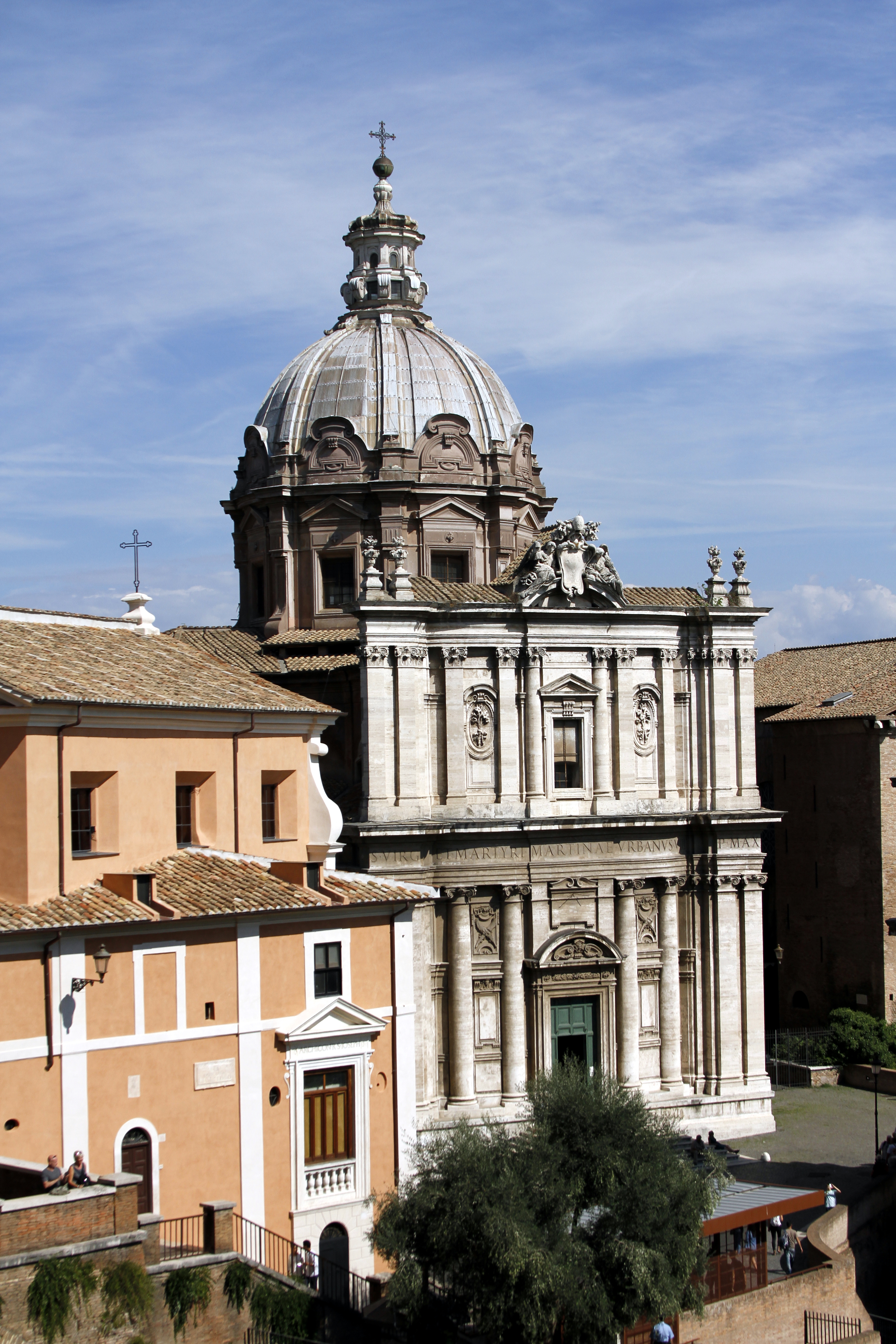
Vista da igreja
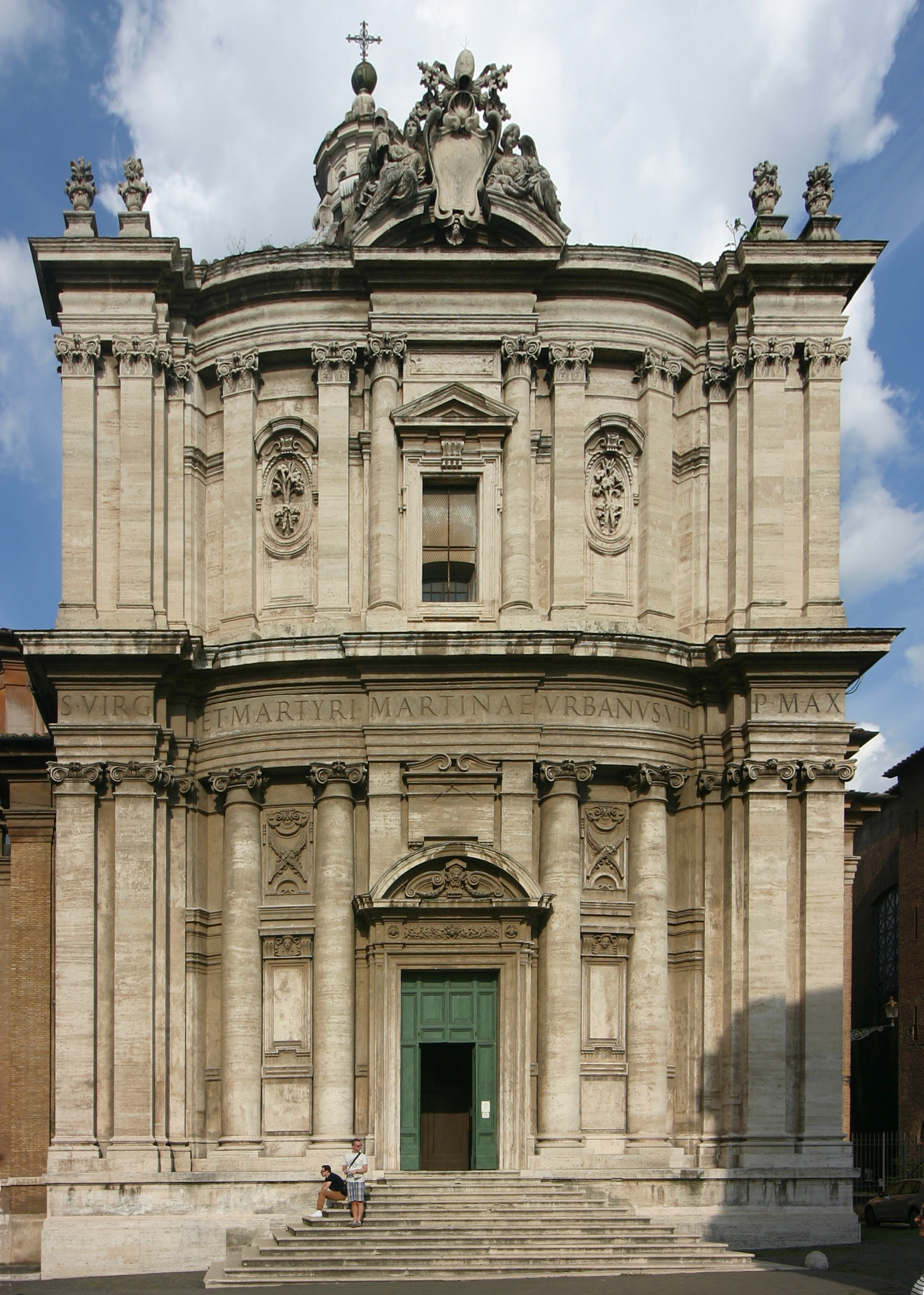
Fachada
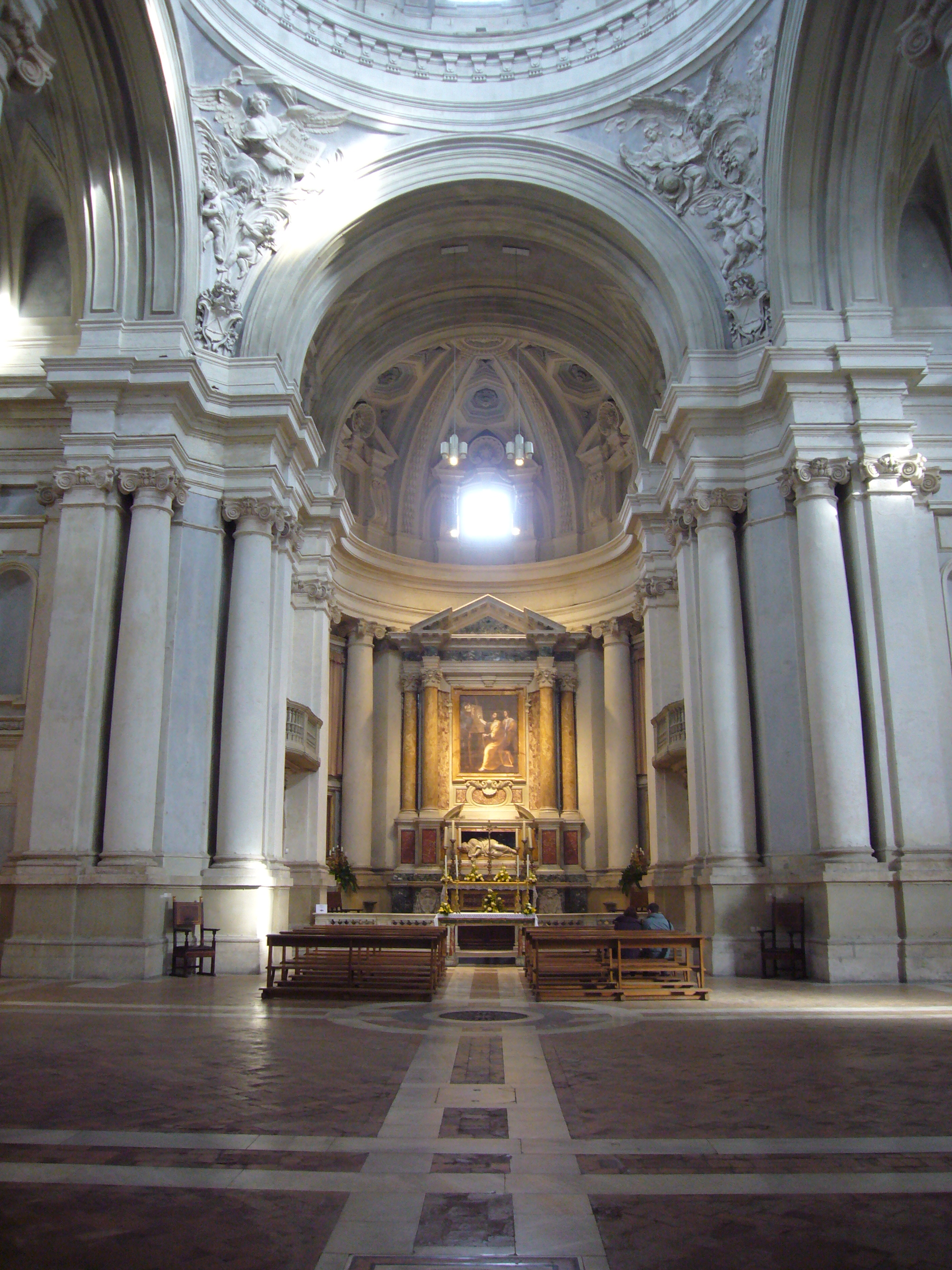
Vista do interior
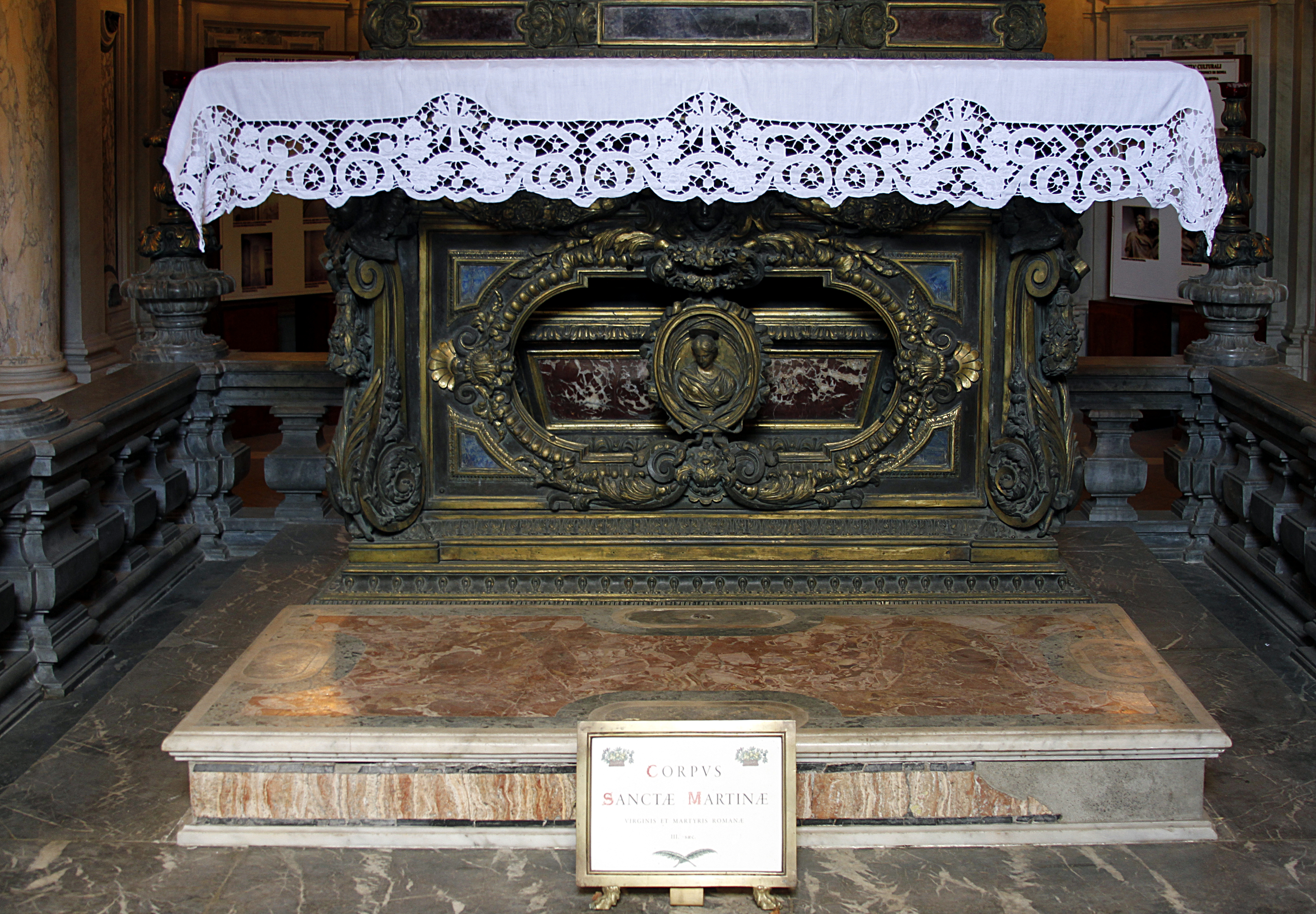
Túmulo com as relíquias de Santa Martina
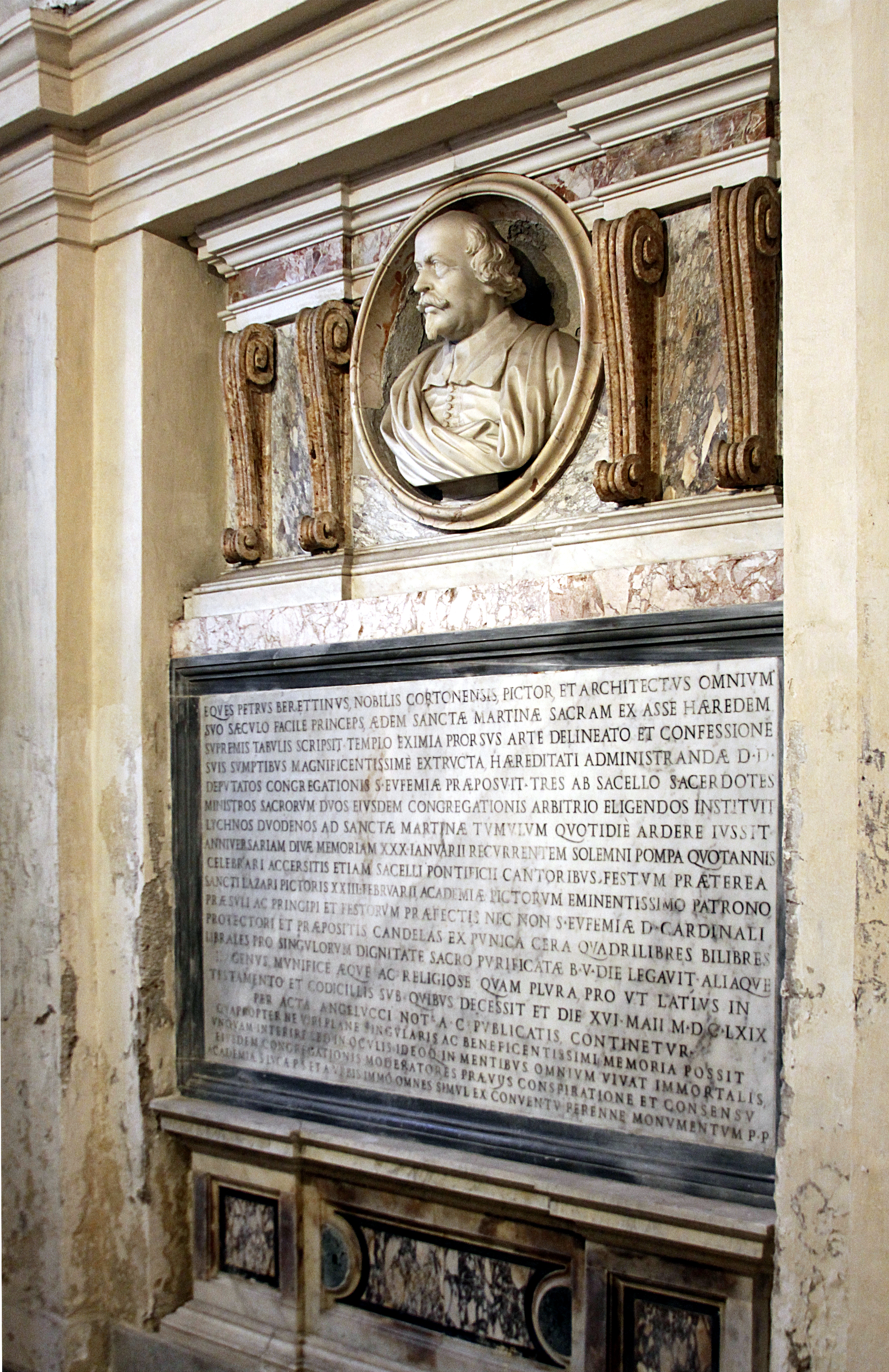
Túmulo de Pietro da Cortona, arquiteto da igreja